# یونیون-کستل لاین
یونیون-کستل لاین (انگلیسی: Union-Castle Line) شرکت کشتیرانی بریتانیایی است، که در سال ۱۸۵۳ تأسیس شد.